# Isamu
Isamu (jap. いさむ, イサム) – męskie imię japońskie.

## Możliwa pisownia
Isamu można zapisać używając wielu różnych znaków kanji i może znaczyć m.in.:
- 勇, „odwaga”[1] (występuje też inna wymowa tego imienia: Yū)
- 勲, „zasłużony” (występuje też inna wymowa tego imienia: Isao)
- 敢, „galanteria”
- 武, „wojownik” (występują też inne wymowy tego imienia: Takeshi, Takeru)

## Znane osoby
- Isamu Akasaki (勇), japoński fizyk
- Isamu Chō (勇), japoński generał
- Isamu Imakake (勇), japoński reżyser anime
- Isamu Tanonaka (勇), japoński seiyū

## Fikcyjne postacie
- Isamu Nitta (勇), bohater gry Shin Megami Tensei: Lucifer's Call
- Isamu Ozu (勇), bohater serialu tokusatsu Mahō Sentai Magiranger